# 51 Korpus Obrony Powietrznej (ZSRR)
51 Korpus Obrony Powietrznej – wyższy związek taktyczny wojsk obrony powietrznej Sił Zbrojnych ZSRR.

## Struktura organizacyjna
W latach 1991–1992
- dowództwo – Rostow
- Brygada Rakietowa Obrony Powietrznej
- pułk rakietowy OP – Noworosyjsk
- Brygada Radiotechniczna